# Episodi di Hawaii Squadra Cinque Zero (quarta stagione)
La quarta stagione della serie televisiva Hawaii Squadra Cinque Zero venne trasmessa in prima visione negli Stati Uniti da CBS dal 14 settembre 1971 al 7 marzo 1972.
| nº | Titolo originale                            | Titolo italiano                  | Prima TV USA      | Prima TV Italia |
| -- | ------------------------------------------- | -------------------------------- | ----------------- | --------------- |
| 1  | Highest Castle, Deepest Grave               | Il caso Mondrago                 | 14 settembre 1971 |                 |
| 2  | No Bottles... No Cans... No People          | L'organizzazione                 | 21 settembre 1971 |                 |
| 3  | Wednesday, Ladies Free                      | Mercoledì, signore gratis        | 28 settembre 1971 |                 |
| 4  | 3,000 Crooked Miles to Honolulu             | Operazione Honolulu              | 5 ottobre 1971    |                 |
| 5  | Two Doves and Mr. Heron                     | Un'insolita giornata             | 12 ottobre 1971   |                 |
| 6  | And I Want Some Candy and a Gun That Shoots | Proiettili e caramelle           | 19 ottobre 1971   |                 |
| 7  | Air Cargo.. Dial for Murder                 | La rete                          | 26 ottobre 1971   |                 |
| 8  | For a Million... Why Not?                   | Per un milione... perché no?     | 2 novembre 1971   |                 |
| 9  | The Burning Ice                             | Un caso scottante                | 9 novembre 1971   |                 |
| 10 | Rest in Peace, Somebody                     | La chiave misteriosa             | 16 novembre 1971  |                 |
| 11 | A Matter of Mutual Concern                  | Affari di famiglia               | 23 novembre 1971  |                 |
| 12 | Nine, Ten... You're Dead                    | Nove, dieci... sei morto         | 30 novembre 1971  |                 |
| 13 | Is This Any Way to Run a Paradise           | Paradiso perduto                 | 21 dicembre 1971  |                 |
| 14 | Odd Man In                                  | Un piano quasi perfetto          | 28 dicembre 1971  |                 |
| 15 | Bait Once, Bait Twice                       | Doppia esca                      | 4 gennaio 1972    |                 |
| 16 | The Ninety-Second War (Part 1)              | Novanta secondi (1ª parte)       | 11 gennaio 1972   |                 |
| 17 | The Ninety-Second War (Part 2)              | Novanta secondi (2ª parte)       | 18 gennaio 1972   |                 |
| 18 | Skinhead                                    | Verità e bugie                   | 25 gennaio 1972   |                 |
| 19 | While You're at It, Bring in the Moon       | Il caso Hilliard                 | 1º febbraio 1972  |                 |
| 20 | Cloth of Gold                               | Il panno d'oro                   | 8 febbraio 1972   |                 |
| 21 | Good Night, Baby, Time to Die               | Notte piccola... è ora di morire | 15 febbraio 1972  |                 |
| 22 | Didn't We Meet at a Murder?                 | Delitto a tre                    | 22 febbraio 1972  |                 |
| 23 | Follow the White Brick Road                 | Missione a bordo                 | 29 febbraio 1972  |                 |
| 24 | R & R & R                                   | Congedi... mortali               | 7 marzo 1972      |                 |